# Trillium decumbens
Trillium decumbens är en nysrotsväxtart som beskrevs av Harb. Trillium decumbens ingår i släktet treblad, och familjen nysrotsväxter. Inga underarter finns listade.

## Bildgalleri

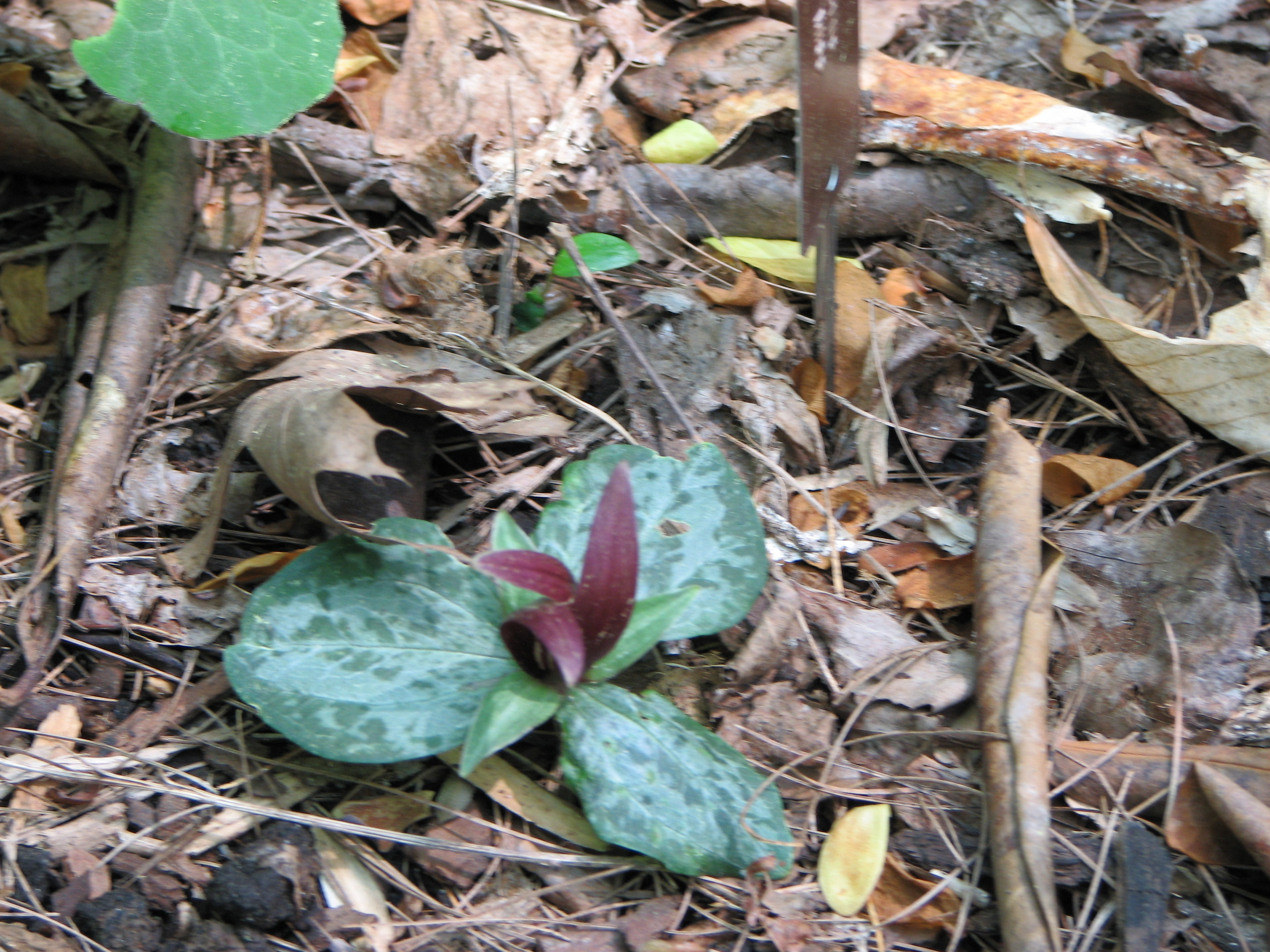